# Holmtjärnen (Föllinge socken, Jämtland)
Holmtjärnen är en sjö i Krokoms kommun i Jämtland och ingår i Indalsälvens huvudavrinningsområde.